# Safir (sanger)
Safir Olivia Savannah Aerial er en dansk sangerinde, musiker, komponist, tekstforfatter og musikproducer. Hun har undervist i musik, spillet koncerter og udgivet to soloalbums.
Safir startede med at spille trommer i en alder af 15 år, og begyndte kort tid efter at synge professionelt i flere konstellationer, bl.a. med sin jazz kvartet, big band mm.
Safir tog i 2002 en Ph.d. som sanger fra Rytmisk Musikkonservatorium i København.[kilde mangler]
Inden Safir begyndte at arbejde som musiker, arbejdede hun bl.a. som DJ på radiostationerne Radio Olga samt Radio Næstved, og var her fast vært for flere populære ugentlige programmer.
Safir har desuden medvirket i flere musikalske sammenhænge, bl.a. som trommeslager i hip-hopgruppen Hvid Sjokolade.
Safir har i perioder desuden undervist i sang/musik, bl.a. på den prestigefyldte Herlufsholm Kostskole.
I 2008 udgav Safir debutalbummet Safirsongs på indie-selskabet Nefertiti Records i samabejde med Gateway Music. De modtog fire ud af seks stjerner i musikmagasinet GAFFA.
Safir er nu bosat i Los Angeles og turnerer, skriver musik og indspiller med diverse samarbejdspartnere.

## Diskografi
- Safirsongs (2008)
- Closer (2012)